# Henry Somerset (1er duc de Beaufort)

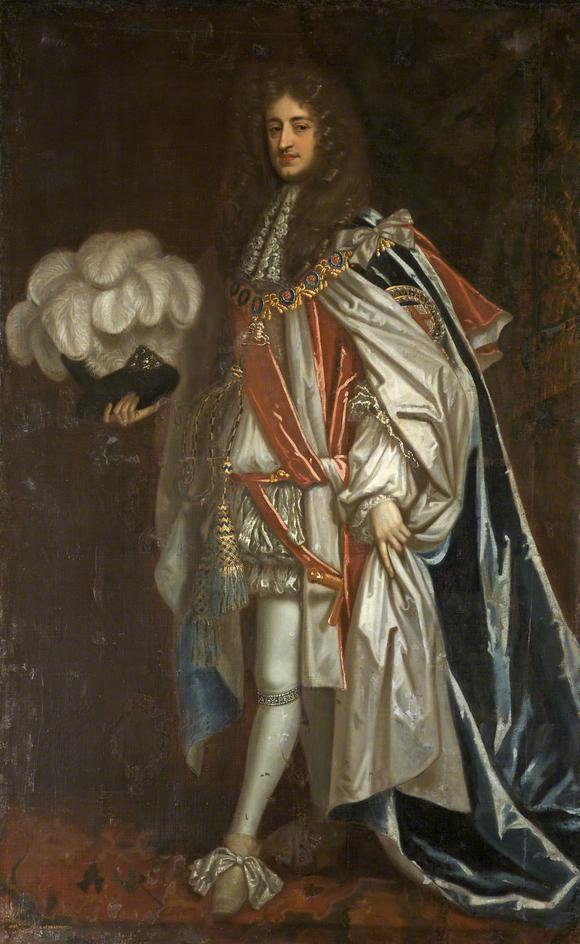
Portrait de Somerset (collection du Musée de Gloucester).

Henry Somerset, 1er duc de Beaufort, (1629 – 21 janvier 1700) est un homme politique anglais, plusieurs fois député à la Chambre des communes entre 1654 et 1667, année où il succède à son père en tant que 3e marquis de Worcester. De 1644 au 3 avril 1667, il porte le titre de courtoisie de lord Herbert, et se convertit à la religion anglicane. Appui indéfectible des Stuart, il joue un rôle de premier plan sous la Restauration et reçoit le duché de Beaufort du roi Charles II en 1682.

## Années de jeunesse
Henry Somerset est né au château de Raglan en 1629, et jusqu'en 1644 porte le titre de courtoisie de lord Herbert de Raglan. En reconnaissance des services rendus par son père Edward à la Couronne, on lui a promis, le 1er avril 1646, la main de la princesse Élisabeth, fille benjamine du roi Charles Ier. Au cours des troubles de la première guerre civile anglaise, il s'enfuit du Royaume mais rentre en 1650.

## Lord Herbert
Les terres de son père sont confisquées, et celles du Monmouthshire sont détenues par Oliver Cromwell, mais Herbert reçoit en compensation une pension de la République. Ayant abjuré la foi catholique, à laquelle son père a été fidèle, il rentre dans les grâces de Cromwell, et est désormais appelé « Mr. Herbert. » Il se marie « à la républicaine », devant un juge civil en 1657, et siège en 1654–55 au premier parlement du Protectorat comme député du Breconshire.
À la mort de Cromwell, Herbert rallie le parti des parlementaires réclamant « un Parlement fort et libre » (a full and free parliament), c'est-à-dire pratiquement la restauration de la maison Stuart. Il se trouve impliqué dans le complot royaliste de juillet 1659, et est incarcéré à la tour de Londres, d'où il écrit à sa femme le 20 août 1659 pour protester vivement de son arrestation. Il est remis en liberté le 1er novembre 1659, et est élu député des circonscriptions de Monmouthshire et de Wootton Basset en 1660 ; il opte finalement de siéger pour le Monmouthshire à la Convention de 1660.
Il est l’un des douze commissaires de la Chambre des Communes envoyés auprès du prince Charles à Breda (7 mai 1660). À l'avènement de Charles II, Herbert reçoit la charge de garde de la Forêt de Dean (18 juin), et dès le 30 juillet, sur proposition de la gentry locale, celle de lord-lieutenant du Gloucestershire, du Herefordshire et du Monmouthshire. Les terres de Monmouthshire, qui lui ont été attribuées à la mort de Cromwell, lui sont confirmées, quoique son père dut en être le seul bénéficiaire légal ; ce dernier se plaignit d'ailleurs à lord-clarendon des abus de son fils. Réélu en 1661 député du Monmouthshire dans le Parlement des Cavaliers, il y siège jusqu'en 1667, année où il hérite du titre de pair du royaume.
Lord Herbert garde ses distances avec la vie de cour, tout en entretenant les meilleures relations avec lord Clarendon. En 1662 il s'occupe de la démolition des remparts et fortifications de Gloucester, mais l’année suivante il plaide pour le maintien d'une garnison à Chepstow. En 1663, il invite les souverains d'Angleterre à Badminton House, domaine qu'il vient d’acquérir par héritage. Herbert reçoit le titre de Maître ès Arts de l'université d'Oxford le 28 septembre de la même année.

## Marquis de Worcester
Le nouveau marquis de Worcester est nommé lord président du Conseil du Pays de Galles et des Marches et lord du Conseil privé au mois d’avril 1672, et est nommé chevalier de la Jarretière, le 29 mai 1672. Il affecte de croire dans l’existence du prétendu « Complot papiste », fort conscient que l’un de ses informateurs, William Bedloe, s’est entendu avec plusieurs de ses ennemis, notamment John Arnold, pour ruiner sa carrière. Bedloe n'ose jamais compromettre Worcester lui-même, mais accable son intendant, Charles Price, et plusieurs de ses proches ; toutefois ses accusations sont si confuses que le gouvernement n’en tient aucun compte. Ardent partisan du parti de la Cour, le marquis de Worcester vote contre l’Exclusion Bill de la fin 1680, ce qui pousse les parlementaires des Communes à demander au roi sa destitution du conseil et sa mise à l’écart (janvier 1681).

## Duc de Beaufort
Mais le roi en juge autrement : par lettres patentes datées du 2 décembre 1682, le marquis est élevé au rang de duc de Beaufort, en référence à John Beaufort, un Plantagenêt Lancastre et l'un des capitaines anglais de la Guerre de Cent ans dont le frère Edmond Beaufort est l'ancêtre direct en lignée masculine du duc Henry. Le nouveau duc se consacre alors à l'embellissement de son château de Badminton. Sa ténacité dans l'affaire de l’Exclusion Bill fournit la matière du personnage de Bezaliel dans la pièce Absalom and Achitophel de John Dryden.
Au mois de novembre 1683, le duc de Beaufort obtient 20 000 £ de dommages et intérêts dans le procès en diffamation qu'il a intenté contre Trevor Williams et John Arnold, mais il doit en reverser une partie à John Arnold, qui a fait appel, en 1690. Au mois de juillet 1684, en tant que président de la principauté, il défile en triomphe à travers le Pays de Galles, et reçoit un accueil somptueux à Worcester, Ludlow et Welshpool. Le 14 février 1685, aux côtés du duc de Somerset, il est l'un des suivants du prince de Danemark aux funérailles de Charles II. Il est chargé de la couronne de la reine au couronnement de Jacques II (23 avril 1685), reçoit la charge de gentilhomme de la chambre du roi le 16 mai, et celle de colonel du 11e régiment à pied le 20 juin.
Dans les derniers jours de juin 1685, face aux hésitations du duc de Monmouth, Beaufort occupe militairement le port de Bristol, et menace d'incendier la ville si un seul des partisans de Monmouth est trouvé dans les murs. Il fait arrêter plusieurs factieux et dissout le conseil des Guildes. Quatre jours plus tard, il passe en revue dix-neuf compagnies de fantassins et quatre régiments de cavalerie, puis le 24 juin il fait rassembler 21 compagnies sur les prés de Redclyffe et fait recruter les volontaires au roulement du tambour. Le 6 juillet, il apprend la défaite de Monmouth à la bataille de Sedgemoor.
Le 24 septembre Jacques II visite le duc à Badminton, pour lui exprimer sa reconnaissance. Au mois d’octobre 1688, avec les premiers remous de la Glorieuse Révolution, Beaufort reprend position à Bristol avec les milices du Gloucestershire, capture John Lovelace (3e baron Lovelace) à Cirencester, et le détient prisonnier au château de Gloucester. Il a mis la ville en état d'alerte, mais, se trouvant très inférieur en nombre, doit remettre sa reddition au comte de Shrewsbury et à John Guise. Il se prononce en faveur de la régence plutôt que d'approuver l’avènement de Guillaume d’Orange au trône d'Angleterre.
Le 14 décembre 1688 Beaufort devait accueillir Guillaume d’Orange à Windsor, mais il est salué froidement par le nouveau monarque. Il accepte néanmoins de prêter serment au mois de mars 1689, et parvient à rétablir sa faveur au point de recevoir la visite du roi Guillaume à Badminton le 7 septembre 1690. En 1694 il prend les eaux à Chelsea, et se tient à l'écart de la cour. Il est même suspecté de complicité dans le complot d'assassinat, et son château est perquisitionné, mais en vain, en février 1696.

## Dernières années
Le 19 mars 1696, alors qu’il est attendu à la Chambre des lords pour confirmer sa fidélité à la Couronne, Beaufort annonce qu’il s’est « brisé l’épaule. » Les lords lui font néanmoins parvenir le formulaire, mais il refuse de le signer, tout en dénonçant le complot contre la personne du prince Guillaume. Au mois de novembre 1697, il est de nouveau dans les bonnes grâces de la Cour, mais se trouve endeuillé par le décès de son fils aîné, Charles, dont la voiture avait versé en juillet 1698 sur une route du Pays de Galles.
Beaufort meurt dans son manoir de Badminton le 21 janvier 1700. Il est inhumé dans la chapelle des Beaufort en l’église Saint-George de Windsor, où une stèle magnifique lui est érigée, transférée en 1878 à Badminton. Cette œuvre de Grinling Gibbons, à l'effigie du duc en chevalier de la Jarretière, se trouve à présent sur le côté nord du chancel de l’église Saint-Michel et Tous-les-anges de Badminton.
Roger North, dans sa Life of the Lord Keeper, donne une description du pied sur lequel vivait le duc de Beaufort: « Un train de vie princier, avec plus de 200 serviteurs. Le duc partageait son temps entre la chasse, le jardinage et les travaux d'embellissement, avec une rigueur surannée : ses serviteurs vivaient dans la peur constante de mal faire, et même les propriétaires voisins redoutaient de croiser son chemin. »

## Famille

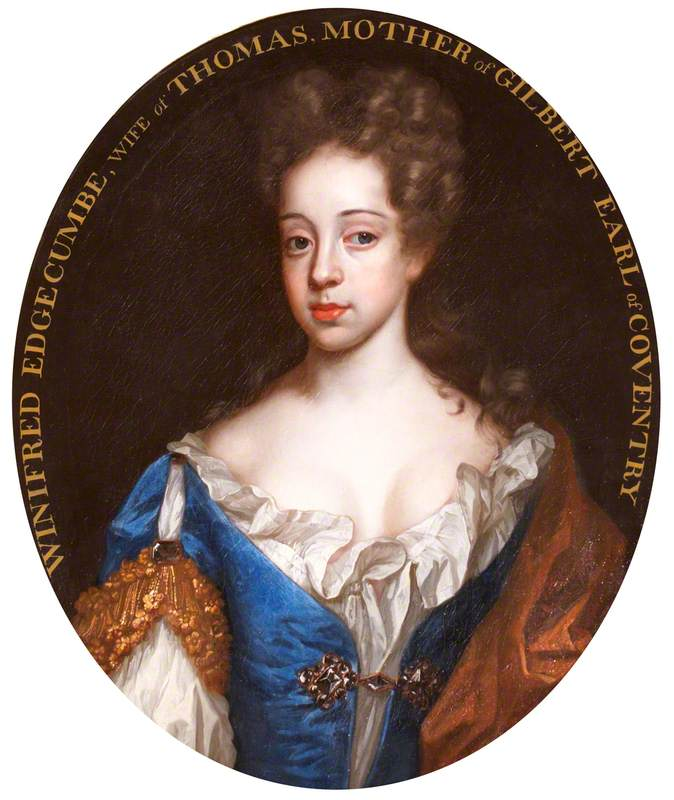
Henry Somerset a quatre filles, dont Anne (ci-dessus). L’inscription sur le tableau est fausse.

Le 17 août 1657, il épouse Mary Somerset, fille du baron Arthur Capel (1er baron Capel), sœur d'Arthur Capel (1er comte d'Essex) et veuve d’Henry Seymour, lord Beauchamp. Ils ont cinq fils et quatre filles.
Trois de ces fils sont :
- Henry, mort prématurément ;
- Charles (décembre 1660 – 13 juillet 1698), qui fait carrière dans les armes ;
- Arthur (29 septembre 1671 - juillet 1743), qui épouse Mary Russell en 1695, fille du baronnet William Russell et de Hesther Rouse, fille du baronnet Thomas Rouse (1608-1676). Leur fille est Mary Somerset, grand-mère de Charles Rouse-Boughton.

Trois de ces filles sont :
- Mary Somerset (duchesse d'Ormonde) (en), demoiselle de la Chambre, qui épouse James Butler (2e duc d'Ormonde), en secondes noces ;
- Henrietta Somerset (en), qui est mariée deux fois : d'abord à Henry Horatio O'Brien, lord Ibrackan, dont elle a un fils, Henry O'Brien (8e comte de Thomond), et trois filles ; puis à Henry Howard (6e comte de Suffolk), dont elle est la seconde épouse ;
- Anne Somerset (en) (1673–1763), qui épouse Thomas Coventry (2e comte de Coventry)[16], et a un fils.

La dernière fille (dont on ignore le prénom) est sans doute décédée prématurément.
Charles Beaufort meurt avant d'avoir pu hériter du duché, qui passe finalement à son fils Henry.

## Généalogie
|  |                                               |  |  |  |  |  |  |  |  |  |  |  |  |  |  |  |
|  | 16. William Somerset (3e comte de Worcester)  |  |  |  |  |  |  |  |  |  |  |  |  |  |  |  |
|  |                                               |  |  |  |  |  |  |  |  |  |  |  |  |  |  |  |
|  |                                               |  |  |  |  |  |  |  |  |  |  |  |  |  |  |  |
|  | 8. Edward Somerset (4e comte de Worcester)    |  |  |  |  |  |  |  |  |  |  |  |  |  |  |  |
|  |                                               |  |  |  |  |  |  |  |  |  |  |  |  |  |  |  |
|  |                                               |  |  |  |  |  |  |  |  |  |  |  |  |  |  |  |
|  | 17. Christian North                           |  |  |  |  |  |  |  |  |  |  |  |  |  |  |  |
|  |                                               |  |  |  |  |  |  |  |  |  |  |  |  |  |  |  |
|  |                                               |  |  |  |  |  |  |  |  |  |  |  |  |  |  |  |
|  | 4. Henry Somerset (1er Marquis de Worcester)  |  |  |  |  |  |  |  |  |  |  |  |  |  |  |  |
|  |                                               |  |  |  |  |  |  |  |  |  |  |  |  |  |  |  |
|  |                                               |  |  |  |  |  |  |  |  |  |  |  |  |  |  |  |
|  | 18. Francis Hastings (2e comte de Huntingdon) |  |  |  |  |  |  |  |  |  |  |  |  |  |  |  |
|  |                                               |  |  |  |  |  |  |  |  |  |  |  |  |  |  |  |
|  |                                               |  |  |  |  |  |  |  |  |  |  |  |  |  |  |  |
|  | 9. Elizabeth Hastings                         |  |  |  |  |  |  |  |  |  |  |  |  |  |  |  |
|  |                                               |  |  |  |  |  |  |  |  |  |  |  |  |  |  |  |
|  |                                               |  |  |  |  |  |  |  |  |  |  |  |  |  |  |  |
|  | 19. Catherine Pole                            |  |  |  |  |  |  |  |  |  |  |  |  |  |  |  |
|  |                                               |  |  |  |  |  |  |  |  |  |  |  |  |  |  |  |
|  |                                               |  |  |  |  |  |  |  |  |  |  |  |  |  |  |  |
|  | 2. Edward Somerset                            |  |  |  |  |  |  |  |  |  |  |  |  |  |  |  |
|  |                                               |  |  |  |  |  |  |  |  |  |  |  |  |  |  |  |
|  |                                               |  |  |  |  |  |  |  |  |  |  |  |  |  |  |  |
|  | 20. Francis Russell (2e comte de Bedford)     |  |  |  |  |  |  |  |  |  |  |  |  |  |  |  |
|  |                                               |  |  |  |  |  |  |  |  |  |  |  |  |  |  |  |
|  |                                               |  |  |  |  |  |  |  |  |  |  |  |  |  |  |  |
|  | 10. John Russell                              |  |  |  |  |  |  |  |  |  |  |  |  |  |  |  |
|  |                                               |  |  |  |  |  |  |  |  |  |  |  |  |  |  |  |
|  |                                               |  |  |  |  |  |  |  |  |  |  |  |  |  |  |  |
|  | 21. Margaret St John                          |  |  |  |  |  |  |  |  |  |  |  |  |  |  |  |
|  |                                               |  |  |  |  |  |  |  |  |  |  |  |  |  |  |  |
|  |                                               |  |  |  |  |  |  |  |  |  |  |  |  |  |  |  |
|  | 5. Anne Russell                               |  |  |  |  |  |  |  |  |  |  |  |  |  |  |  |
|  |                                               |  |  |  |  |  |  |  |  |  |  |  |  |  |  |  |
|  |                                               |  |  |  |  |  |  |  |  |  |  |  |  |  |  |  |
|  | 22. Anthony Cooke                             |  |  |  |  |  |  |  |  |  |  |  |  |  |  |  |
|  |                                               |  |  |  |  |  |  |  |  |  |  |  |  |  |  |  |
|  |                                               |  |  |  |  |  |  |  |  |  |  |  |  |  |  |  |
|  | 11. Elizabeth Cooke Hoby Russell              |  |  |  |  |  |  |  |  |  |  |  |  |  |  |  |
|  |                                               |  |  |  |  |  |  |  |  |  |  |  |  |  |  |  |
|  |                                               |  |  |  |  |  |  |  |  |  |  |  |  |  |  |  |
|  | 1. Henry Somerset (1er duc de Beaufort)       |  |  |  |  |  |  |  |  |  |  |  |  |  |  |  |
|  |                                               |  |  |  |  |  |  |  |  |  |  |  |  |  |  |  |
|  |                                               |  |  |  |  |  |  |  |  |  |  |  |  |  |  |  |
|  | 24. Sir William Dormer                        |  |  |  |  |  |  |  |  |  |  |  |  |  |  |  |
|  |                                               |  |  |  |  |  |  |  |  |  |  |  |  |  |  |  |
|  |                                               |  |  |  |  |  |  |  |  |  |  |  |  |  |  |  |
|  | 12. Robert Dormer (1er baron Dormer)          |  |  |  |  |  |  |  |  |  |  |  |  |  |  |  |
|  |                                               |  |  |  |  |  |  |  |  |  |  |  |  |  |  |  |
|  |                                               |  |  |  |  |  |  |  |  |  |  |  |  |  |  |  |
|  | 25. Dorothy Catesby                           |  |  |  |  |  |  |  |  |  |  |  |  |  |  |  |
|  |                                               |  |  |  |  |  |  |  |  |  |  |  |  |  |  |  |
|  |                                               |  |  |  |  |  |  |  |  |  |  |  |  |  |  |  |
|  | 6. William Dormer                             |  |  |  |  |  |  |  |  |  |  |  |  |  |  |  |
|  |                                               |  |  |  |  |  |  |  |  |  |  |  |  |  |  |  |
|  |                                               |  |  |  |  |  |  |  |  |  |  |  |  |  |  |  |
|  | 26. Anthony Browne (1er vicomte Montagu)      |  |  |  |  |  |  |  |  |  |  |  |  |  |  |  |
|  |                                               |  |  |  |  |  |  |  |  |  |  |  |  |  |  |  |
|  |                                               |  |  |  |  |  |  |  |  |  |  |  |  |  |  |  |
|  | 13. Elizabeth Browne                          |  |  |  |  |  |  |  |  |  |  |  |  |  |  |  |
|  |                                               |  |  |  |  |  |  |  |  |  |  |  |  |  |  |  |
|  |                                               |  |  |  |  |  |  |  |  |  |  |  |  |  |  |  |
|  | 27. Magdalen Dacre                            |  |  |  |  |  |  |  |  |  |  |  |  |  |  |  |
|  |                                               |  |  |  |  |  |  |  |  |  |  |  |  |  |  |  |
|  |                                               |  |  |  |  |  |  |  |  |  |  |  |  |  |  |  |
|  | 3. Elizabeth Dormer                           |  |  |  |  |  |  |  |  |  |  |  |  |  |  |  |
|  |                                               |  |  |  |  |  |  |  |  |  |  |  |  |  |  |  |
|  |                                               |  |  |  |  |  |  |  |  |  |  |  |  |  |  |  |
|  | 28. William Molyneux                          |  |  |  |  |  |  |  |  |  |  |  |  |  |  |  |
|  |                                               |  |  |  |  |  |  |  |  |  |  |  |  |  |  |  |
|  |                                               |  |  |  |  |  |  |  |  |  |  |  |  |  |  |  |
|  | 14. Richard Molyneux (1er baronnet)           |  |  |  |  |  |  |  |  |  |  |  |  |  |  |  |
|  |                                               |  |  |  |  |  |  |  |  |  |  |  |  |  |  |  |
|  |                                               |  |  |  |  |  |  |  |  |  |  |  |  |  |  |  |
|  | 29. Bridget Caryll                            |  |  |  |  |  |  |  |  |  |  |  |  |  |  |  |
|  |                                               |  |  |  |  |  |  |  |  |  |  |  |  |  |  |  |
|  |                                               |  |  |  |  |  |  |  |  |  |  |  |  |  |  |  |
|  | 7. Alice Molyneux                             |  |  |  |  |  |  |  |  |  |  |  |  |  |  |  |
|  |                                               |  |  |  |  |  |  |  |  |  |  |  |  |  |  |  |
|  |                                               |  |  |  |  |  |  |  |  |  |  |  |  |  |  |  |
|  | 30. Gilbert Gerard                            |  |  |  |  |  |  |  |  |  |  |  |  |  |  |  |
|  |                                               |  |  |  |  |  |  |  |  |  |  |  |  |  |  |  |
|  |                                               |  |  |  |  |  |  |  |  |  |  |  |  |  |  |  |
|  | 15. Frances Gerard                            |  |  |  |  |  |  |  |  |  |  |  |  |  |  |  |
|  |                                               |  |  |  |  |  |  |  |  |  |  |  |  |  |  |  |
|  |                                               |  |  |  |  |  |  |  |  |  |  |  |  |  |  |  |
|  | 31. Ann Radcliffe/Ratcliffe                   |  |  |  |  |  |  |  |  |  |  |  |  |  |  |  |
|  |                                               |  |  |  |  |  |  |  |  |  |  |  |  |  |  |  |
|  |                                               |  |  |  |  |  |  |  |  |  |  |  |  |  |  |  |